# 在华法租界

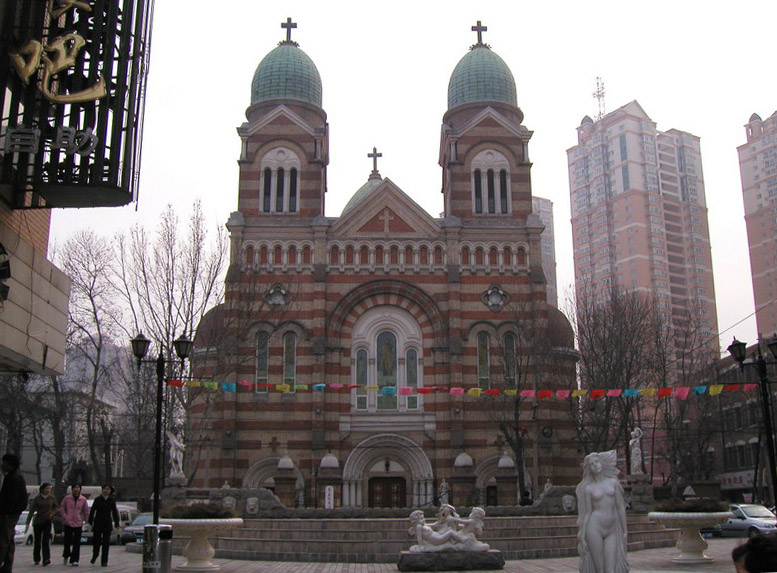
今日天津西开若瑟天主堂

从19世纪中叶到20世纪中叶，法国曾经在中国的4个港口城市中开辟过专管租界：上海法租界、天津法租界、广州法租界和汉口法租界。
除了以上四處地方，中法雙方還在1899年另外訂立了《中法廣州灣租界條約》。廣州灣是指：包括雷州府遂溪縣的部分陸地及其附近海域的東海島、東山頭二島；以及高州府吳川縣部分陸地及其附近海域的南三島、硇洲島、特呈島、調順島；以及遂溪、吳川兩縣間的麻斜海灣(即今廣東湛江港灣)一併劃為法國租界統稱為廣州灣。

## 歷史
这4个在华法租界都开辟于19世纪，其中以上海法租界开辟最早（1849年），其次是天津法租界和广州法租界（都开辟于1861年），汉口法租界开辟最晚（1896年），比上海法租界晚47年。
这4个在华法租界中，上海法租界、天津法租界、和汉口法租界都经历过扩展。上海法租界共经历过1861年、1900年、1914年3次扩张，面积达到最初的十余倍。天津法租界经过1900年和1915年2次扩展，面积也达到最初的6倍多。汉口法租界在1902年扩展过1次，面积达到最初的2倍多。只有广州法租界始终局限在沙面岛的东部，没有进行过扩展。
1920年代中国政府收回一部分英租界以后，各地法租界就成为最重要的在华专管租界。
这4个在华法租界都一直存在到第二次世界大战后期，1943年2月23日，法国维希政府宣布，同意放弃在华租界。6月5日，汪精卫政权先收回天津法租界、汉口法租界和广州法租界。7月30日，汪精卫政权收回最为重要的上海法租界。在华法租界宣告结束，历时近百年。

## 規模
这4个在华法租界的规模大小相差悬殊，最大的上海法租界最终面积达到15150亩，其次是天津法租界，约2800亩；再次为汉口法租界，约400亩；广州法租界只有66亩，不到上海法租界面积的百分之一。

## 經濟發展
由于法国的对华贸易远不及英国，甚至美国、以及后来的德国、日本，这4个在华法租界在金融贸易方面均远不及当地的英租界。在19世纪中叶，除了上海法租界达到初步繁荣外，天津法租界和广州法租界都长期荒芜，无力开发，直到1880年代以后才逐步发展起来，而法国早在1863年就取得在汉口设立租界的权利，直到1896年才有实力正式开辟。
虽然在金融贸易方面无法与英租界竞争，但是，这4个在华法租界由于开辟较早，地理位置都相当优越，除了不允许华人居住的广州法租界，后来都形成了商业区或高级住宅区。其中天津法租界比英租界更靠近旧城，后来在零售商业方面也更占优势，劝业场地区成为天津最重要的商业区。汉口法租界则拥有火车站的地利，商业也很繁荣。上海法租界由于聚集了大批有产阶级，到1920年代以后也形成了堪与公共租界的南京路相比的霞飞路商业街。
这4个在华法租界中，除了广州法租界外，都以娱乐业的繁盛著称，集中了当地半数左右的戏院、电影院、饭店，乃至烟馆、赌场、妓院。因此，在华法租界都成为黑社会活跃的区域，犯罪率高于其他租界。

## 市政建設
这4个在华法租界的道路，通常都以法国人名或地名命名，例如上海法租界的干道霞飞路（Avenue Joffre，今淮海中路）、贝当路（Avenue Petain，今衡山路）。

## 宗教
这4个在华法租界中，通常都有附近省份的天主教修会派遣的账房，管理出租的房屋，为教会筹措经费。天主教的一些重要机构，如上海震旦大学、广慈医院、天主教天津教区的主教座堂设在当地法租界内，广州和汉口法租界内只有供侨民使用的小型天主教堂。
1. ↑  .   [2024-09-19]. （原始内容存档于2024-12-15）.